# Zhongnong
Zhongnong (kinesiska: 中农镇, 中农) är en köping i Kina. Den ligger i provinsen Sichuan, i den sydvästra delen av landet, omkring 86 kilometer sydost om provinshuvudstaden Chengdu. Antalet invånare är 13 326. Befolkningen består av 6 779 kvinnor och 6 547 män. Barn under 15 år utgör 20,0 %, vuxna 15-64 år 63 %, och äldre över 65 år 15,0 %.
Genomsnittlig årsnederbörd är 1 348 millimeter. Den regnigaste månaden är juli, med i genomsnitt 306 mm nederbörd, och den torraste är december, med 13 mm nederbörd.